# 대통령 포고
대통령 포고(Presidential proclamation)는 미국 대통령이 행정부의 기관들에 지시하는 문서이다.
미국 대통령이 사면(pardon)을 할 때, 특별재난지역을 선포할 때에는 대통령 포고문을 작성한다.

## 같이 보기
- 대통령 메모
- 대통령 지시